# Alain Piedelièvre
Pour les articles homonymes, voir Piedelièvre.
Alain Piedelièvre, né le 28 mai 1934 à Paris et mort le 23 décembre 1996 à Paris, est un universitaire français et professeur de droit à la Faculté de droit de Paris.

## Biographie

### Famille
Alain Piedelièvre est le fils de René Piedelièvre, ancien président du Conseil de l'Ordre des médecins et membre de l'Académie de médecine. Il est également le petit-fils des professeurs Robert Piedelièvre et Henri Claude. Il est le père de Stéphane Piedelièvre, professeur à l'Université Paris-Est-Créteil-Val-de-Marne, et de Valérie Piedelièvre, épouse Bellenger (décédée en septembre 2011).

### Carrière universitaire
Docteur en droit en 1959 (avec une thèse sur Les Transformations du formalisme dans les obligations civiles), agrégé des facultés de droit, spécialisé en droit privé, Alain Piedelièvre commence une carrière universitaire au début des années 1960 à la Faculté de droit de Clermont-Ferrand, dont il devient professeur titulaire de la chaire de droit civil en 1967.
Nommé à la Faculté de droit de Paris XII lors de sa création en 1971, il y terminera sa carrière en 1997. Ses travaux portent principalement sur le droit des biens et le droit des sûretés, notamment sur la perte d'importance de la nature corporelle ou incorporelle du bien. Comme René Savatier, il défend l'idée selon laquelle la révolution industrielle a progressivement fait perdre à la matérialité du bien de son importance au profit de sa seule valeur économique. 
Parallèlement à sa carrière à l'université, Alain Piedelièvre fut également avocat au barreau de la Cour d'appel de Paris.

## Ouvrages et publications
- A. Piedelièvre, Les Transformations du formalisme dans les obligations civiles, 1959, (Paris), 482p.
- A. Piedelièvre, Introduction à l'étude du droit, 1981, (Paris), 174p.
- A. Piedelièvre, Droit du crédit, PUF, 1985, (Paris), 168p.
- A. Piedelièvre, Le matériel et l'immatériel. Essai d'approche de la notion de bien, in Aspects du droit privé en fin du 20e siècle, Paris, L.G.D.J., 1986 , pp. 55-61
- A. Piedelièvre et M. de Juglart, Cours de droit civil Tome 1: Biens, obligations, Montchrestien, 1992, (Paris), 518p.
- A. Piedelièvre et M. de Juglart, Cours de droit civil Tome 2: Régimes matrimoniaux, successions, libéralités,Montchrestien, 1993, (Paris), 392p.
- A. Piedelièvre et S. Piedelièvre, Actes de commerce, commerçants, fonds de commerce, Dalloz, 1997, (Paris), 190p.